# Izvoarele (Giurgiu)
Izvoarele is een Roemeense gemeente in het district Giurgiu.
Izvoarele telt 4103 inwoners.